# Општина Ванатори (Јаши)
Ванатори (рум. Vânãtori) општина је у Румунији у округу Јаши.
Oпштина се налази на надморској висини од 259 m.